# يوهان غوتفريد أورباخ
يوهان غوتفريد أورباخ (بالألمانية: Johann Gottfried Auerbach)‏ هو رسام نمساوي، ولد في 28 أكتوبر 1697 في مولهاوزن في ألمانيا، وتوفي في 5 أغسطس 1753 في فيينا في النمسا.